# Wacław Cypryszewski
Wacław Łukasz Cypryszewski (ur. 18 października 1892 w Hrubieszowie, zm. 25 grudnia 1980 w Londynie) – podpułkownik artylerii Wojska Polskiego II RP i Polskich Sił Zbrojnych.

## Życiorys
Urodził się 18 października 1892 w Hrubieszowie. Był synem Karola, właściciela księgarni, i Heleny z Ambroziewiczów. Został absolwentem Gimnazjum Filologicznego w Riazaniu oraz Warszawskiego Konserwatorium Muzycznego.
Po wybuchu I wojny światowej 1914 został żołnierzem Legionów Polskich od grudnia 1916. Służył w szeregach 3 pułku piechoty w składzie II Brygady. W 1917 odbył kurs oficerski przy ww. pułku. Na początku 1918 odbył misję wywiadowczą w szeregach wojsk bolszewickich. 1 marca 1918 mianowany chorążym. Brał udział w bitwie pod Kaniowem po której został wzięty przez Niemców do niewoli i zbiegł z niej 25 maja 1918. Następnie był żołnierzem polskich wojsk na obszarze rosyjskim.
Po odzyskaniu przez Polskę niepodległości powrócił do ojczyzny w sierpniu 1919 został przyjęty do Wojska Polskiego. Był żołnierzem 2 pułku artylerii polowej. Brał udział w wojnie polsko-bolszewickiej. Został awansowany na stopień porucznika artylerii ze starszeństwem z dniem 1 czerwca 1919. W latach 20. był oficerem 3 dywizjonu artylerii konnej w Wilnie, pełniąc stanowisko dowódcy baterii. Został awansowany na stopień kapitana artylerii ze starszeństwem z dniem 1 lipca 1925. Od lutego 1928 służył w Generalnym Inspektoracie Sił Zbrojnych na stanowisku adiutanta gen. dyw. Juliusza Rómmla (oficer ordynansowy). W latach 30. był oficerem 6 dywizjonu artylerii konnej w Stanisławowie, sprawując w jednostce stanowiska zastępcy dowódcy od 1937 do sierpnia 1939 oraz także p.o. dowódcy od listopada 1938 do 26 sierpnia 1939. Został awansowany na stopień majora artylerii w marcu 1936.
Po wybuchu II wojny światowej podczas kampanii wrześniowej 1939 objął dowództwo nad sformowanym z nadwyżek 2 pułku artylerii lekkiej Legionów II dywizjonem (armat) 55 pułku artylerii lekkiej w ramach taktycznej Grupy „Sandomierz” w składzie Armii „Karpaty”. Został wzięty przez Niemców do niewoli 20 września 1939 i był osadzony w Oflagu VII A Murnau. Po oswobodzeniu był oficerem 2 Korpusu Polskiego w ramach Polskich Sił Zbrojnych. Służbę zakończył w stopniu podpułkownika artylerii konnej
Po demobilizacji z 1947 pozostał na emigracji w Wielkiej Brytanii zamieszkując w Londynie. Zmarł 25 grudnia 1980 w Londynie. Został pochowany na cmentarzu South Ealing w Londynie.
Od 1934 był mężem Antoniny z Chodzyńskich (zm. 1940), z którą miał córki – Marię i Helenę. Po wojnie, w Londynie zawarł po raz drugi związek małżeński.

## Ordery i odznaczenia
- Krzyż Srebrny Orderu Virtuti Militari nr 13716 (za kampanię wrześniową)[1][2][3]
- Krzyż Niepodległości (9 listopada 1931)[12][9]
- Krzyż Kawalerski Orderu Odrodzenia Polski (28 kwietnia 1978)[13]
- Krzyż Walecznych (trzykrotnie[3]: dwukrotnie przed 1923[6][14][9][2])
- Złoty Krzyż Zasługi z Mieczami[2]
- Srebrny Krzyż Zasługi (10 listopada 1928)[15][9]
- Medal Pamiątkowy za Wojnę 1918–1921[2]
- Medal Dziesięciolecia Odzyskanej Niepodległości[2]
- Odznaka Pamiątkowa Generalnego Inspektora Sił Zbrojnych (15 lipca 1936)
- Medal Pamiątkowy Wielkiej Wojny (Francja)[7]
- Medal Zwycięstwa (Medaille Interallie de la Victoire)[2]